# Уманець Пилип Іванович
Уманець Пилип Іванович («Пилипча») (? — після 1674) — український політичний діяч Гетьманщини, дипломат та полководець. Сотник Глухівської сотні (з перервами 1653—1668) та полковник Ніжинського полку Гетьманщини (1669—1674). Учасник Білоруського походу Івана Золотаренка.

## Походження
Родина Уманців, як і чимало старшинських родин Ніжинського полку, походила з Правобережної України. Очевидно, після укладання Білоцерківської угоди 1651 Павло Уманець разом із братом Василем переселився у Глухів.
Дяк Пєсков, описуючи 1661 тодішню руїну в Україні, між іншим писав:
|  | «Ныне на сей (левой) стороне Днепра старых добрых козаков и нет; а лучшие у них ныне наказные полковники беглецы из-за Днепра: Филипп Уманец с братом Васюком». |

В архіві Чернігівського дворянства є опис родового герба Уманців: «Щит: в червоному полі лежить меч, з боків якого дві скоби. Надшоломник: три страусових пера».

## Сотник у Глухові
Уряд глухівського сотника Пилип Уманець обіймав з невеликими перервами з грудня 1653 р. по січень 1668 р.
Уманець неодноразово зустрічався з гетьманом Богданом Хмельницьким. Так, у грудні 1653 він разом із переяславським полковим осавулом Софроном Богдановим привозили донесення гетьману від ніжинського полковника Івана Золотаренка.
Пилип Уманець брав участь у Переяславській раді, де нібито склав присягу Романовим [3, 828; 4, 292].

### Московсько-польська війна 1654—1657
У 1654—1655 роки Уманець брав участь у Білоруському поході Івана Золотаренка.. У травні 1655 р., йому разом із стародубським наказним полковником Тимошем Оникієнком і сотником Іваном Нечаєм, було доручено супроводжувати полонених і військові трофеї до царя.

### Руїна
Козаки та міщани Глухівської сотні на чолі з П. Уманцем у травні 1658 р. перемогли під Глуховом півторитисячний загін козаків Полтавського полку на чолі з сотником Зеленським і Дзюком. Було вбито до 170 осіб супротивника. Зеленський і чотири козаки його загону були захоплені в полон і розстріляні у Глухові. Решта полтавців після поразки розбіглась. Переслідуючи їх, П.Уманець схопив Дзюка і шістьох козаків під Путивлем і ув'язнив їх у путивльській тюрмі.
Після початку російської інтервенції восени 1658 р. Глухівська сотня, як і увесь Ніжинський полк, чинила спротив московському війську. 1 вересня 1658 р. Пилип Уманець з глухівськими козаками за наказом Івана Виговського здійснив рейд Рильським повітом Московського царства. Під час цього походу було вбито декілька російських драгунів і пограбовано кілька сіл. Восени 1658 р. сотник вів бойові дії проти царських військ під Новгородом-Сіверським.
У грудні 1658 П. Уманець під Глуховом брав участь у переговорах з московськими військами, якими керував царський холоп Ф. Куракін. Наказний сотник С. Чорний і городовий отаман О. Заруцький, «били челом от всего города, чтобы великий государь над ними умилосердился, войною на них приходить не велел, так как они хотят по прежнему быть под высокою рукою его царского величества».
Холоп Ф.Куракін погодився на перемир'я за умови прийняття глухівчанами присяги. Її проводили полковник-холоп Авраам Лопухін, сотник-холоп І. Кожевніков та М. Сивцов, а також священик-холоп Іпатій у присутності 50 стрільців-холопів.
Однак глухівці схопили й ув'язнили московських холопів, а згодом піддали їх тортурам і стратили.

### Облога Глухова польським королем Яном ІІ Казимиром 1664
Неоднозначними видаються дії глухівського сотника під час лівобережного походу польського короля Яна ІІ Казимира 1663—1664. У січні 1664 численна армія Яна ІІ Казимира намагалась оточити Глухів. Оборону очолили керівник російської військової залоги Авраам Лопухін і київський полковник Василь Дворецький, що зупинився в Глухові під час подорожі з Московії до Києва.
Пилип Уманець із своїм братом прийняли королівську пропозицію здати місто. Вони заарештували В.Дворецького, однак рядові козаки, міщани й російські вояки напали на них, і відбили полковника. Залишивши під стінами Глухова понад тисячу вбитих, польські війська відступили. Допомогу оборонцям надавав Іван Богун.
На прохання Пилипа Уманця і сотенної старшини генеральний військовий підскарбій Роман Ракушка-Романовський 15 квітня 1664 дозволив заснувати цех котлярів, ковалів, слюсарів і димарників. [18, 531].

### Антимосковське повстання у Глухові 1668
Сотник П. Уманець у січні 1668 очолив антимосковське повстання. Він мобілізував козаків і міщан і обложив російську залогу у місті.

## Ніжинський полковник (1669—1674рр.)
У січні 1669 р. на старшинській раді у Новгороді-Сіверському Пилипа Уманця було обрано ніжинським полковником [19, 200]. Остання згадка про його в документах датована 15 квітня 1674 р.

## Земельні володіння
У березні 1660 р. Пилипу Уманцю «за вірну службу» після чолобитної царю Олексію Михайловичу ніжинського полковника Василя Золотаренка було пожалувано село Грем'яч у Погарській сотні «з млинком, озерами та ґрунтами».
Сам П.Уманець заснував у Глухівській сотні села Локня і Сліпород. Також до його володінь у Глухівській сотні належали села Студенок і Сварків.

## Нащадки
Нащадки Пилипа Уманця обіймали уряди у складі глухівської сотенної і ніжинської полкової старшини.
- Син Дем'ян (? — 1687) був протопопом Троїцької соборної церкви у Глухові. Він володів з 1680 року селами Студенок і Сліпород.
- Онук Пилипа Івановича, Петро Дем'янович (? — 1726) був військовим товаришем.
- Правнуки: Семен Петрович та чотири доньки (Єфросинія). Семен згадувався у джерелах як глухівський городовий отаман.
- Праправнуки: Уманець Степан Семенович був у 1730—1732 рр. глухівським городовим отаманом, а у 1732—1737 р. — глухівським сотником. Другий син Семена Уманець Василь Семенович — значковий товариш (? — 1734), у 1734—1738 рр. згадувався як ніжинський полковий хорунжий. Брав участь у кримському поході (1736 р.)[8], а
- Уманець Федір Семенович — лише як знатний військовий товариш.[9]